# أليس واترس
أليس واترس (بالإنجليزية: Alice Waters) هي طاهية ومؤلفة وصاحبة مطعم أمريكية، ولدت في 28 أبريل 1944 في شاتهام في الولايات المتحدة.

## وصلات خارجية
- أليس واترس على موقع IMDb (الإنجليزية)
- أليس واترس على موقع الموسوعة البريطانية (الإنجليزية)
- أليس واترس على موقع إن إن دي بي (الإنجليزية)
- أليس واترس على موقع قاعدة بيانات الفيلم (الإنجليزية)